# امیرمحمد ابراهیمی دهقانی
امیرمحمد ابراهیمی دهقانی ، زاده ۸ دی ۱۳۸۶ هجری شمسی ( 28 دسامبر 2007 میلادی ) ، بازیکن حرفه ای فوتبال ، بشر دوست ، خیّر ، ریاضی دان و اندیشمند ایرانی است. او در شهرستان لاهیجان واقع در استان گیلان متولد شده است ، و اصالتی آذری دارد.